# Jasineć
Jasineć (ukr. Ясинець) – wieś na Ukrainie, na Polesiu, nad Lwą, w obwodzie rówieńskim, w rejonie dąbrowickim; do 1945 w województwie poleskim, w powiecie pińskim.